# (2493) Elmer
(2493) Elmer es un asteroide perteneciente al cinturón de asteroides descubierto por el equipo del Observatorio del Harvard College desde la Estación George R. Agassiz, Estados Unidos, el 1 de diciembre de 1978.

## Designación y nombre
Elmer fue designado inicialmente como 1978 XC.
Más tarde se nombró en honor del astrónomo estadounidense Charles Wesley Elmer (1872-1954).

## Características orbitales
Elmer orbita a una distancia media del Sol de 2,789 ua, pudiendo alejarse hasta 3,269 ua y acercarse hasta 2,309 ua. Su inclinación orbital es 8,733° y la excentricidad 0,1722. Emplea 1701 días en completar una órbita alrededor del Sol.